# Großer Arber
Großer Arber (Arber lớn, tiếng Séc: Velký Javor:phong lớn) là đỉnh núi cao nhất của dãy núi Bayern-Bohemia, với một độ cao 1.455,5 mét (4.775 ft). Nó thường được gọi là "vua của Rừng Bayern". Vào mùa đông nó là một khu vực trượt tuyết.
Phần lớn khu vực Großer Arber và khu rừng chung quanh thuộc quyền sở hữu của công tước Hohenzollern-Sigmaringen.
Großer Arber là đỉnh duy nhất của dãy núi Bayern-Bohemia nằm phía trên đường khí hậu cây mọc.
Trên đỉnh có 2 trạm ra đa của quân đội, được xây trong thời chiến tranh lạnh. Chúng vẫn hoạt động, mặc dù không nhiều như trước, cả cho các mục địch dân sự lẫn quân đội.
Ngọn núi gần Großer Arber có tên là Kleiner Arber (Aber nhỏ).

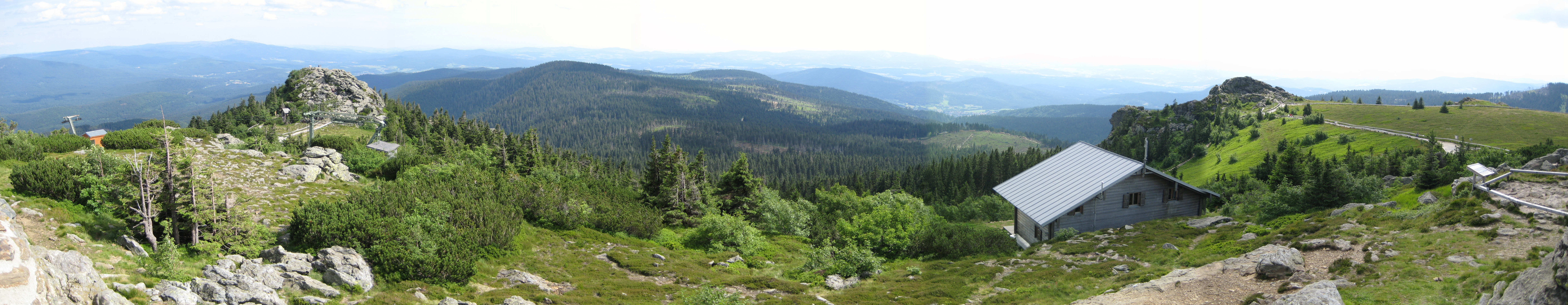
Cảnh từ đỉnh về phía nam

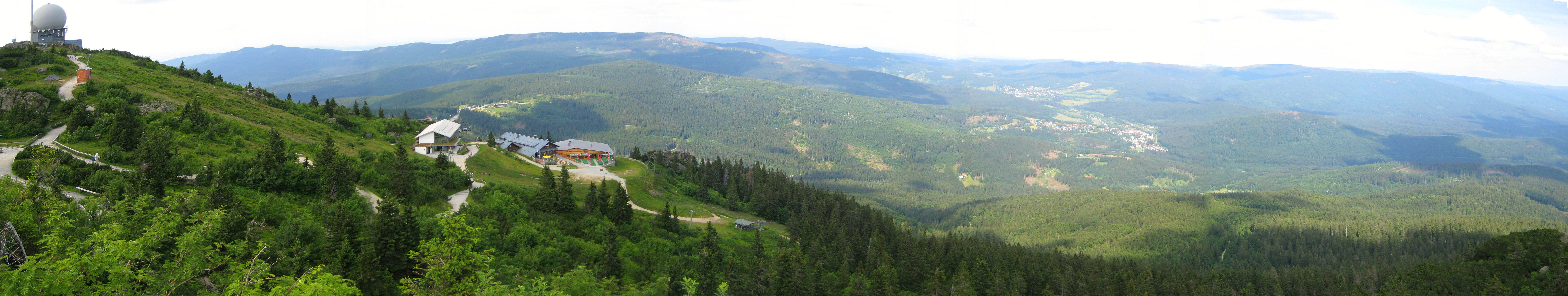
Cảtnh từ đỉnh về phía bắc